# Manfred Glöckner
Manfred Glöckner (1936-2005) fue un deportista de la RDA que compitió en piragüismo en la modalidad de eslalon. Ganó cuatro medallas de oro en el Campeonato Mundial de Piragüismo en Eslalon entre los años 1957 y 1963.

## Palmarés internacional
| Campeonato Mundial | Campeonato Mundial | Campeonato Mundial | Campeonato Mundial   |
| Año                | Lugar              | Medalla            | Competición          |
| ------------------ | ------------------ | ------------------ | -------------------- |
| 1957               | Augsburgo (RFA)    | Medalla de oro     | C2 mixto             |
| 1957               | Augsburgo (RFA)    | Medalla de oro     | C2 mixto por equipos |
| 1959               | Ginebra (Suiza)    | Medalla de oro     | C2 por equipos       |
| 1963               | Spittal (Austria)  | Medalla de oro     | C2 por equipos       |